# العلاقات البحرينية اللاوسية
العلاقات البحرينية اللاوسية هي العلاقات الثنائية التي تجمع بين البحرين ولاوس.

## مقارنة بين البلدين
هذه مقارنة عامة ومرجعية للدولتين:
| وجه المقارنة                                              | البحرين       | لاوس        |
| --------------------------------------------------------- | ------------- | ----------- |
| المساحة (كم2)                                             | 765           | 236.80 ألف  |
| عدد السكان (نسمة)                                         | 1.49 مليون    | 6.86 مليون  |
| الكثافة السكانية (ن./كم²)                                 | 194.77 ألف    | 28.97       |
| العاصمة                                                   | المنامة       | فيينتيان    |
| اللغة الرسمية                                             | اللغة العربية | اللغة اللاو |
| العملة                                                    | دينار بحريني  | كيب لاوي    |
| الناتج المحلي الإجمالي (بليون دولار)                      | 35.31 مليار   | 16.85 مليار |
| الناتج المحلي الإجمالي (تعادل القوة الشرائية) بليون دولار | 64.16 مليار   | 38.71 مليار |
| الناتج المحلي الإجمالي الاسمي للفرد دولار أمريكي          | 22.60 ألف     | 1.82 ألف    |
| الناتج المحلي الإجمالي للفرد دولار أمريكي                 | 45.50 ألف     |             |
| مؤشر التنمية البشرية                                      | 0.824         | 0.575       |
| رمز المكالمات الدولي                                      | +973          | +856        |
| رمز الإنترنت                                              | .bh           | .la         |
| المنطقة الزمنية                                           | ت ع م+03:00   | ت ع م+07:00 |

## منظمات دولية مشتركة
يشترك البلدان في عضوية مجموعة من المنظمات الدولية، منها:
| علم المنظمة | اسم المنظمة                        | تاريخ انضمام البحرين | تاريخ انضمام لاوس |
| ----------- | ---------------------------------- | -------------------- | ----------------- |
|             | منظمة حظر الأسلحة الكيميائية       | ?                    | ?                 |
|             | يونسكو                             | 18 يناير 1972        | 9 يوليو 1951      |
|             | وكالة ضمان الاستثمار متعدد الأطراف | 12 أبريل 1988        | 5 أبريل 2000      |
|             | مؤسسة التمويل الدولية              | 22 سبتمبر 1995       | 29 يناير 1992     |
|             | الأمم المتحدة                      | 21 سبتمبر 1971       | 14 ديسمبر 1955    |
|             | منظمة الشرطة الجنائية الدولية      | ?                    | ?                 |
|             | البنك الدولي للإنشاء والتعمير      | 15 سبتمبر 1972       | 5 يوليو 1961      |

## وصلات خارجية
- موقع وزارة الخارجية البحرينية
- موقع وزارة الخارجية اللاوسية